# 7.62×39 ملم
7.62×39 ملم هي ذخيرة سوفياتية مكونة من مقذوف عياره 7.62 ملم ملحق بظرف طوله 39 مم ، وقد عرفت هذه الذخيرة المتوسطة انتشارا عالميا وذاك منذ ظهورها في سنوات الخمسينات لكونها مرتبطة ارتباطا وثيقا بالبندقية الآلية كلاشينكوف.

## تاريخ
منذ تطويرها وإدخالها حيز الاستعمال من طرف الاتحاد السوفيتي سنة 1943 ، صارت الذخيرة 7.62×39 ملم شيئا فشيئا الأكثر شهرة في العالم. اختيرت ابتداء للبندقية النصف آلية إس كيه إس حيث يرجح أن تصميمها استوحي من الذخيرة المتوسطة المطورة من الألمان كذخيرة اختبارية لما قبل الحرب 7.75×39 ملم أو 7.92 مم كورتز.
تتكون ذخيرة 7.62×39 ملم من مقذوف متوسط الثقل ومادة متفجرة أقل قوة من ذخائر بنادق مماثلة. هذه القوة المتوسطة مكنتها من الوصول إلى مدى أكثر من تلك المستخدمة في المسدسات الرشاشة وبأقل ارتداد ، لذلك صارت استعمالها أكثر ليونة في أنظمة التزويد النصف آلية والآلية محافظة على التحكم الكامل للرامي.

## أنواع

### الخرطوش السوفيتي «نموذج 1943»
وهو أربعة أنواع:
1. الرصاصة الخطاطة: بـ 7.8 غ ، يميزها خط أخضر وتضيء حتى 800 متر ؛
2. الرصاصة الحارقة: بـ 6.5 غ ، يميزها خط أحمر ؛
3. الرصاصة الخارقة-الحارقة: بـ 7.5 غ ، يميزها خط أحمر وأسود ، يفوق مداها 300 متر ؛
4. الرصاصة العادية: بدون لون على الرأس.

## معطيات رقمية
- القطر الحقيقي للمقذوف: 7.92 مم ؛
- كتلة المقذوف: 6.5-7.8 غ ؛
- طول الظرف: 39 مم ؛
- طول الخرطوش: 56 مم ؛
- كتلة الخرطوش: 16.3 غ ؛
- السرعة الابتدائية: 720 م/ث ؛
- الطاقة الابتدائية: 1991 جول.